# 有莘
有莘氏（ゆうしんし）は、殷の成湯の妃の氏族。有㜪、有侁とも書かれる。成湯の妃の卜辞の諡号は匕丙（妣丙、ひへい）と作る。
莘国は汴州陳留県の東5里のところにあったという。成湯にとついでその妃となり、大丁を生んだ。有莘氏は九嬪を統率して、後宮に秩序をもたらした。
なお殷の名臣である伊尹は有莘氏の媵臣から身を立てたとされる。